# إبراهيم سالم
إبراهيم سالم (1963-) ممثل إماراتي بدأ  مشواره المسرحي عام 1979 من خلال المسرح المدرسي بمسرحية انتصار الإسلام.

## عن حياته
هو عضو مؤسس في المسرح الحديث بالشارقة عضو مؤسس لجمعية المسرحيين عمل مخرج أول في وزارة الإعلام و الثقافة في قسم الرقابة درس في المعهد العالي للفنون المسرحية في الكويت 1984 – 1985 و تخرج منه في عام 1988م بدأ مشواره المسرحي عام 1979 من خلال المسرح المدرسي بمسرحية انتصار الإسلام حصل على جائزة أفضل إخراج مسرحي في مهرجان المسرح الأردني العاشر عن مسرحية (الرحا) شارك في العديد من المسلسلات الإذاعية والتلفزيونية الإماراتية والخليجية. شارك في العديد من المهرجانات الخليجية والعربية والدولية حصل على جائزة أفضل تمثيل لثلاث مرات في أيام الشارقة المسرحية ومهرجان المسرح الخليجي السابع.

## الأعمال التي قدمها

### المسلسلات التلفزيونية
- القياضة
- زمن الطيبين
- وديمة وحليمة
- عام الجمر
- زمان لول
- محال
- ظلال الماضي
- طماشة
- جمرة غضى
- الكفن
- بنت الشمار
- سفينة الأحلام
- خيانة وطن

### المسرحيات
- انتصار السلام
- لاتقصص رؤياك
- الله يكون في العون
- مال الله الهجان
- فالتوه
- رصاصة داخل السوق
- عرج السواحل
- الإمبراطور جونز
- باب البراحة
- القضية
- ميادير
- الرحى

### الأفلام
- الدائرة
- حلم الإمارات

## الأعمال التي أخرجها
- المواطن عنتر
- قريبا من ساعة الإعدام
- إنها زجاجة فارغة
- زمزمية
- الرحى
- صرخة
- مكبث

## التكريمات و الجوائز
- جائزة أفضل تمثيل لثلاث مرات في أيام الشارقة المسرحية ومهرجان المسرح الخليجي السابع.
- جائزة أفضل إخراج مسرحي في مهرجان المسرح الأردني العاشر .